# Autobusna postaja
Autobusna postaja mjesto je za zaustavljanje autobusa koje služi ukrcavanju ili iskrcavanju putnika. 
Mjesto na liniji javnog prijevoza gje redovito staju trolejbusi, autobusi ili druga vozila javnog prijevoza kako bi se omogućilo putnicima da se uključe.